# Volo Divi Divi Air 014
Il volo Divi Divi Air 014 (alcune fonti lo indicano come volo 016) era un volo di linea dall'aeroporto Internazionale di Hato a Curaçao all'aeroporto Internazionale Flamingo a Bonaire con a bordo un solo pilota e nove passeggeri, che il 22 ottobre 2009 precipitò nel Mar dei Caraibi al largo della costa di Bonaire a causa di un guasto a un motore.

## L'aereo
Il velivolo coinvolto era un Britten-Norman BN-2A Islander, immatricolato PJ-SUN. Il velivolo aveva effettuato il suo primo volo il 12 dicembre 1973, e quindi aveva quasi 36 anni al momento dell'incidente.

## L'incidente
Il volo partì dall'aeroporto internazionale di Hato di Curaçao con destinazione l'aeroporto Internazionale Flamingo dell'isola sorella di Bonaire. L'aeromobile partì da Curaçao alle 09:48 con atterraggio previsto alle 10:13 a Bonaire. Circa 10 minuti dopo la partenza, il motore di destra manifestò un'avaria in volo. Il pilota, Robert Mansell, decise di continuare il volo verso Bonaire con il motore rimanente e, a circa 24 miglia nautiche (44 km) a ovest di Bonaire, contattò la torre di Flamingo informando il controllore che stava volando con un solo motore. In seguito all'avaria, l'aereo iniziò a perdere quota a una velocità di circa 200 piedi (61 m) al minuto fino a quando, alle 10:17, impattò con l'acqua in una posizione a circa 0,5 miglia nautiche (0,93 km) a sud di Klein Bonaire e 3 nmi a ovest dell'isola principale.
Pochi istanti prima dell'ammaraggio, Mansell guardò in cabina e fece il pollice in su ai passeggeri, controllando che i giubbotti di salvataggio fossero indossati.
Durante l'ammaraggio, al momento dell'impatto con la superficie dell'acqua, la porta della cabina di pilotaggio e il carrello di atterraggio principale sinistro si staccarono dall'aereo. Tutti e nove i passeggeri sopravvissero all'ammaraggio e vennero salvati da una barca subacquea nelle vicinanze. I passeggeri riferirono che dopo l'ammaraggio, il pilota era ferito e sembrava essere incosciente, poiché non aveva cercato di togliersi dall'aereo. Il pilota era effettivamente affondato con l'aereo nonostante gli sforzi di alcuni passeggeri che avevano cercato di toglierlo dal suo posto mentre l'aereo stava affondando.

## Le indagini
Il rapporto finale, pubblicato quasi due anni dopo l'incidente, indica come fattori contributivi:
1. Dopo l'avaria di uno dei due motori, il volo era proseguito verso Bonaire. Non tornando al vicino aeroporto di partenza, non era stata scelta l'operazione di volo più sicura. Continuare a volare dopo l'avaria di un motore era contrario al principio generale per gli aeromobili bimotore stabilito dal CARNA, ovvero atterrare nell'aeroporto idoneo più vicino.
2. L'aeromobile non era riuscito a mantenere il livello orizzontale quando aveva proseguito il volo e un atterraggio di emergenza in mare era diventato inevitabile. L'aeromobile era inoltre partito con un sovraccarico del 9% rispetto al peso massimo strutturale al decollolibbre. Il pilota, che era lui stesso responsabile del carico dell'aeromobile, era consapevole del sovraccarico o avrebbe potuto esserlo. È stato corso un rischio non accettabile continuando il volo in queste condizioni in cui l'aeromobile non poteva mantenere la quota a causa del sovraccarico.
3. Il pilota non agì come ci si poteva aspettare durante l'esecuzione del volo e la preparazione dell'atterraggio di emergenza. L'atterraggio era stato eseguito con i flap alzati e, pertanto, l'aeromobile aveva una velocità più elevata. Il pilota non si era assicurato in modo sufficiente che i passeggeri avessero compreso le istruzioni di sicurezza dopo l'imbarco e non aveva fatto sufficienti tentativi per informare i passeggeri dell'approssimarsi dell'atterraggio di emergenza in mare dopo l'avaria al motore e, pertanto, i passeggeri non avevano potuto prepararsi a sufficienza.